# Ensemble Marienplatz (Weilheim in Oberbayern)

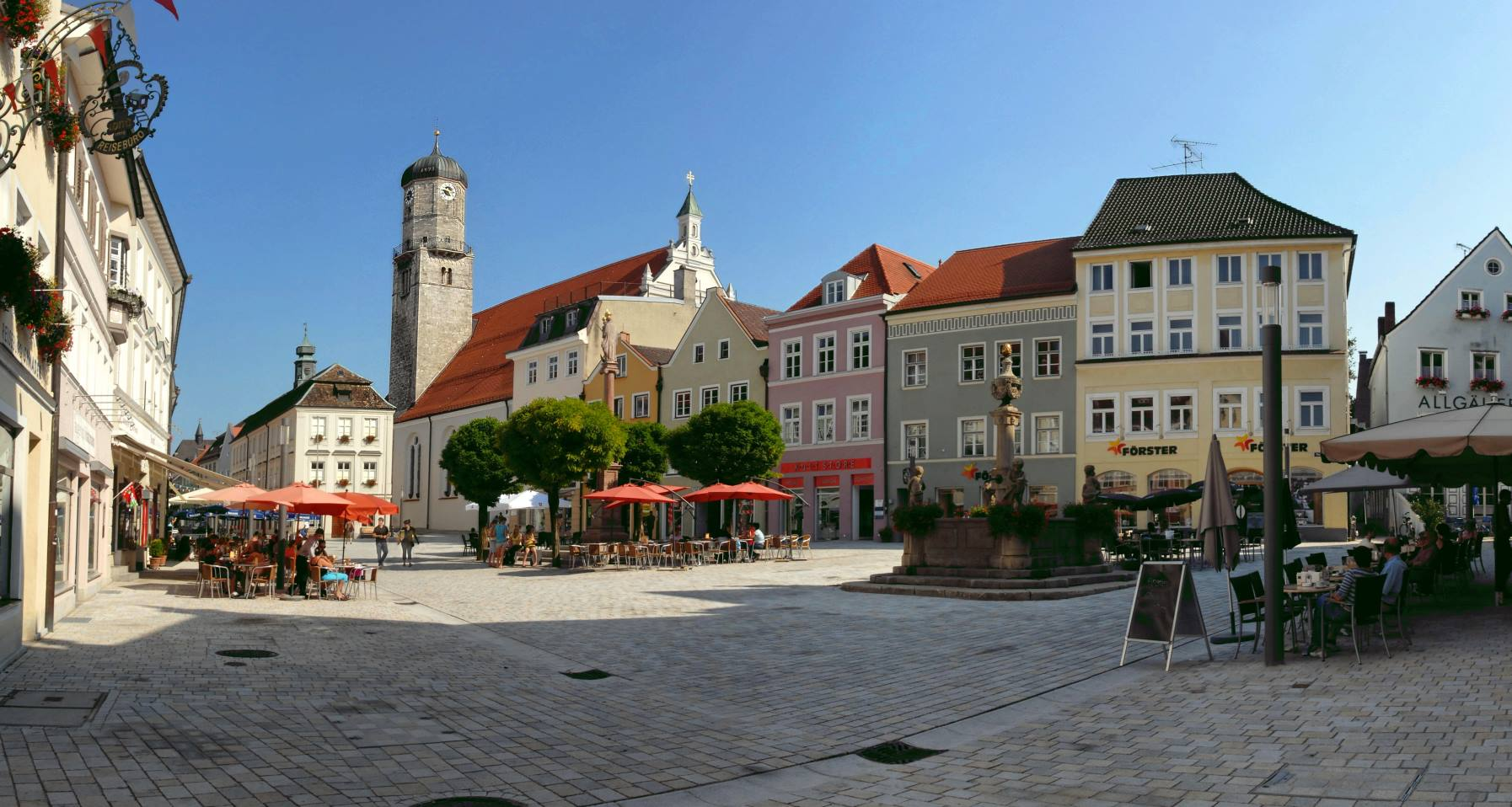
Marienplatz in Weilheim

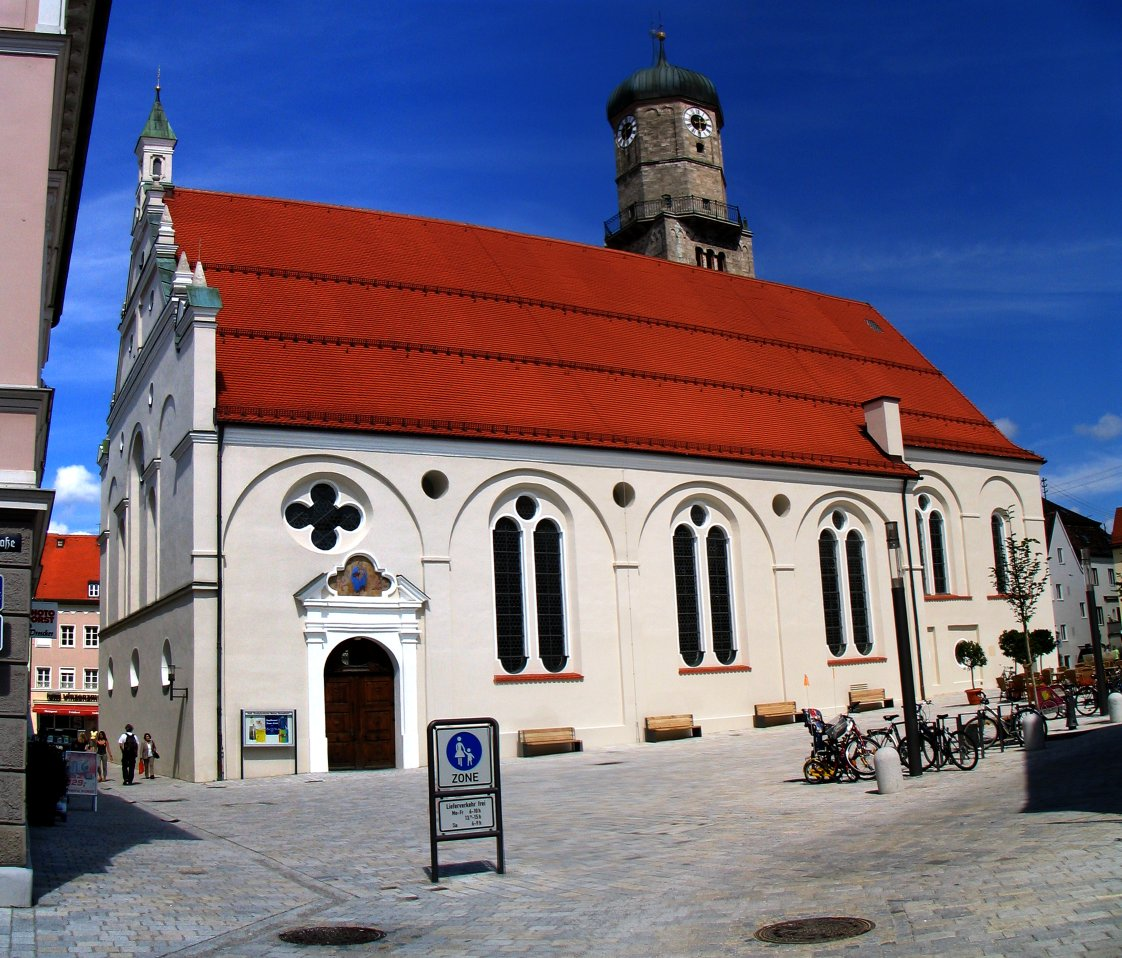
Kirche Mariä Himmelfahrt

Das Ensemble Marienplatz in Weilheim in Oberbayern, der Kreisstadt des oberbayerischen Landkreises Weilheim-Schongau, ist ein Bauensemble, das unter Denkmalschutz steht.

## Beschreibung
Der nahezu rechteckige Marienplatz ist der alte Marktplatz und das Zentrum der wohl durch Herzog Otto II. gegründeten Stadt. Mit der Gründung wurde unweit des 1010 zuerst erwähnten, südwestlich um die Kirche St. Pölten an der
alten Durchgangsstraße gelegenen Dorfs Weilheim ein neuer befestigter, gegen die Grafen von Andechs gerichteter Stützpunkt geschaffen, dessen Hauptplatz sich gleichfalls der alten Straße zuordnet. Als Schmiedstraße tritt sie von Norden und vom ehemaligen Schmiedtor in den Platz ein, ostwärts verlässt sie ihn in südlicher Richtung als Kirch-, dann als Pöltner Straße. Zum weniger bedeutenden östlichen Stadtausgang vermittelt als dritte Achse die Admiral-Hipper-Straße. 
Beherrschender Bau am Platz ist die in Längsrichtung stehende Stadtpfarrkirche Mariä Himmelfahrt. Der 1521 aufgelassene, nördlich vor der Kirche gelegene Friedhof schuf den Platz für das ab 1538 errichtete alte Rathaus (jetzt Stadtmuseum), das seit der Vergrößerung und Umgestaltung ab 1788 der Ostseite des Marienplatzes einen spätbarocken Abschluss verlieh. 
Drei- oder viergeschossige Wohnhäuser des 18. und häufiger des 19. Jahrhunderts bilden geschlossene Platzseiten. Auf der Nordseite stehen fast einheitlich traufseitige und auf der Westseite einheitlich giebelständige Gebäude. An der Einmündung der Kreuzgasse besitzen die Häuser rückspringende Fronten. Einen barocken Akzent setzt seit 1698 die Mariensäule und der nach der Säkularisation hierher versetzte ehemalige Steingadener Klosterbrunnen.

## Einzeldenkmäler
Siehe in der Liste der Baudenkmäler in Weilheim in Oberbayern unter dem Straßennamen Marienplatz.